# Équipe de Bulgarie féminine de handball
L'équipe de Bulgarie de handball féminin représente la fédération bulgare de handball lors des compétitions internationales, notamment aux tournois olympiques et aux championnats du monde.
Elle a participé au championnat du monde de 1982 et au championnat du monde de 1990 où elle finit respectivement 10e et 12e.